# Nordin Gerzić
Nordin Gerzić (ur. 9 listopada 1983 w Bosanskiej Gradišce) – szwedzki piłkarz pochodzenia bośniackiego występujący na pozycji pomocnika. Zawodnik klubu Örebro SK.

## Kariera klubowa
Gerzić urodził się w Jugosławii, ale jako dziecko emigrował w rodziną do Szwecji. W 1994 roku rozpoczął tam treningi w klubie Eskilstuna City FK. W 1998 roku przeszedł do juniorów zespołu Örebro SK. W 2002 roku został włączony do jego pierwszej drużyny, jednak w sezonie 2002 nie zagrał w jego barwach ani razu. Sezon 2003 spędził na wypożyczeniu w drużynie Rynninge IK z ligi Division 2 Västra Svealand (III liga). W 2004 roku podpisał kontrakt z tym klubem. W tym samym roku spadł z nim do Division 3 Västra Svealand.
W 2007 roku ponownie został graczem zespołu Örebro SK, grającego w Allsvenskan. W tych rozgrywkach zadebiutował 7 maja 2007 roku w przegranym 0:4 pojedynku z IFK Göteborg. 31 marca 2008 roku w wygranym 1:0 spotkaniu z Trelleborgiem strzelił pierwszego gola w Allsvenskan.

## Kariera reprezentacyjna
W reprezentacji Szwecji Gerzić zadebiutował 19 stycznia 2011 roku w wygranym 2:1 towarzyskim meczu z Botswaną.